# Олугун Кутере
Олугун Кутере (д/н — 1801/1803) — 6-й оба (правитель) Лагосу в 1780—1801/1803 роках (за іншою хронологією — 1749—1775). Заснував нову гілку правителів.

## Життєпис
Син Елеру Куті, доньки оби Адо. Його батьком був Алагбігба (скорочено — Алаагба) — відомий знахар й радник оби Акінсумоїна. Сам Кутере ймовірно займався переважно походами, отримавши посаду олугуна (ологуна), тобто військового намісника. Можливо саме це дозволило йому повалити стриєчного брата Елету Кекере.
Сприяв розвитку торгівлі з державою Іджебу, звідки походив його батько. Звідки купували продукти харчування в обмін на сіль, тютюн і спиртні напої, отримані від португальських работорговців. Кутере впровадив менше цінове регулювання й низькі податки, які дозволили Лагосу стати конкурентом з товарообігу Уїди. 1794 року, коли конвент Французької республіки заборонив работоргівлю, це сприятливо вплинуло на Лагос, завдавши удару його конкуренту в Хогбону. В результаті швидкими темпами стало зростати населення міста.
Водночас опікувався захистом володінь. Відновив флотилію військових каное для успішних атак на довколишні міста і села. Йому спадкував син Аделе Аджосун.